# Cirratulus medusa
Cirratulus medusa är en ringmaskart som beskrevs av Johnston 1833. Cirratulus medusa ingår i släktet Cirratulus och familjen Cirratulidae. Inga underarter finns listade i Catalogue of Life.